# 1064
Високе Середньовіччя  •  Золота доба ісламу  •  Реконкіста  •  Київська Русь

## Геополітична ситуація
Візантію очолює Костянтин X Дука. Малолітній Генріх IV є королем Німеччини, а малолітній Філіп I — королем Франції.
Апеннінський півострів розділений між численними державами: північ належить Священній Римській імперії, середню частину займає Папська область, південна частина півострова належить частково Візантії, а частково окупована норманами. Південь Піренейського півострова займають численні емірати, що утворилися після розпаду Кордовського халіфату. Північну частину півострова займають християнські Кастилія, Леон (Астурія, Галісія), Наварра, Арагон та Барселона. Едвард Сповідник править Англією, Гаральд III Суворий є королем Норвегії, а Свейн II Данський — Данії.
У Київській Русі триває княжіння Ізяслава Ярославича. У Польщі княжить Болеслав II Сміливий. У Хорватії править Петар Крешимир IV. На чолі королівства Угорщина стоїть Шаламон I.
Аббасидський халіфат очолює аль-Каїм під покровительством сельджуків, які окупували Персію, в Єгипті владу утримують Фатіміди, у Магрибі почалося піднесення Альморавідів, у Середній Азії правлять Караханіди, Газневіди втримують частину Індії. У Китаї продовжується правління династії Сун. Значними державами Індії є Пала, Чола. В Японії триває період Хей'ан.

## Події

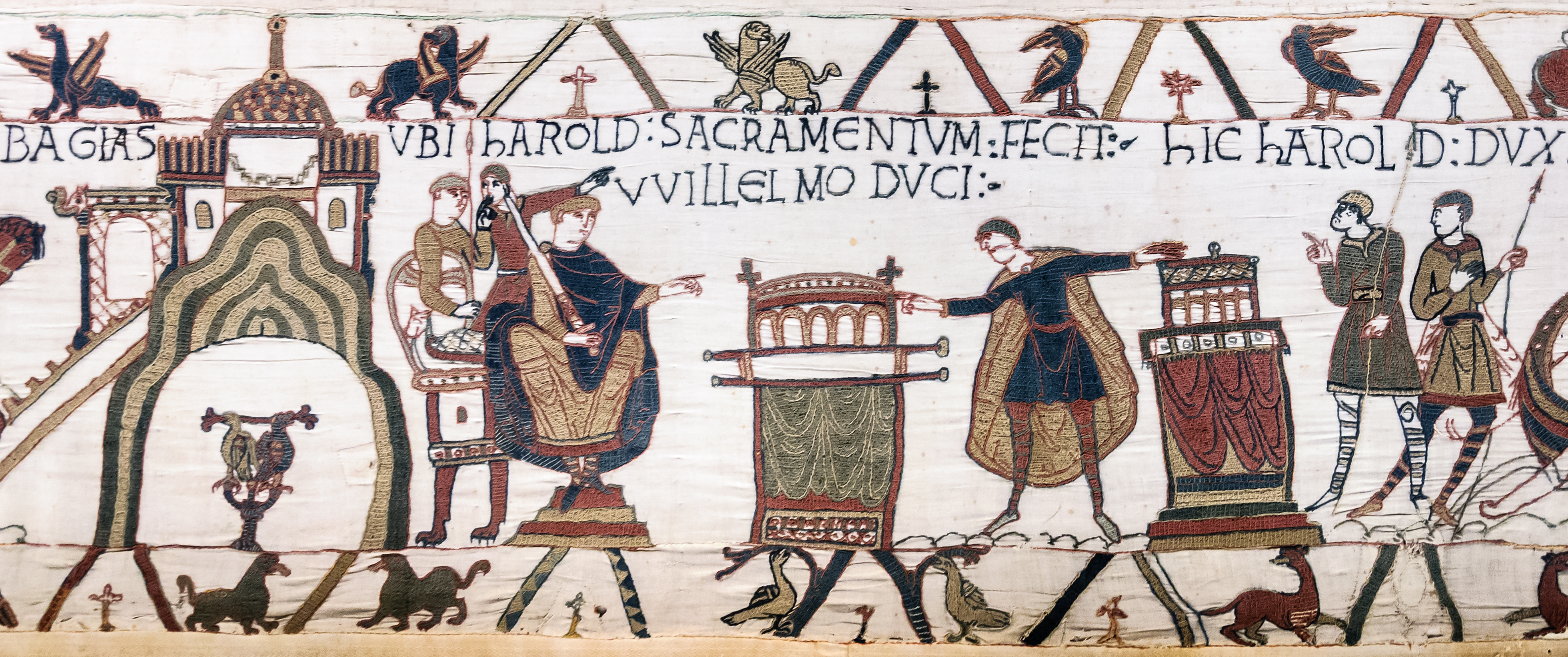
Гарольд Годвінсон дає клятву Вільгельму Нормандському. Гобелен з Байо.

- Князь-вигнанець Ростислав Володимирович захопив Тмутаракань у свого двоюрідного брата Гліба Святославича.
- Лицарі Європи зібралися на заклик папи в Іспанію на облогу Бербасто, що вважається ранньою формою хрестового походу. Вони захопили фортецю, але не надовго.
- Король Кастилії Фердинанд I захопив у маврів Коїмбру. Створення графства Португалія.
- На Сицилії спроба Рожера Отвіля взяти Палермо зазнала невдачі.
- Корабель ерла Вессексу Гарольда Гудвінсона розбився біля берегів Нормандії. Гарольд потрапив у полон і змушений був поклястися Вільгельму Нормандському, що підтримає його кандидатуру на англійський трон.
- Церковний собор у Мантуї затвердив обрання Олександра II папою римським, і відкинув претензії антипапи Гонорія II.
- Війська сельджуків на чолі з Алп-Арсланом вторглися на візантійські землі й захопили Ані та Кесарію Каппадокійську. Вторгнення Алп-Арслана до Грузії.